# Resurrezione (Cecco del Caravaggio)
La Resurrezione è un dipinto realizzato tra il 1619 ed il 1620 da Cecco del Caravaggio. Si tratta dell'unico dipinto di cui è possibile affermare con certezza l'attribuzione al Boneri. Fu commissionato nel 1619 da Piero Guicciardini, ambasciatore del Granducato di Toscana a Roma. Tra i dipinti più celebri dell'artista, è attualmente conservato presso l'Art Institute of Chicago di Chicago, dove si trova dal 1934.

## Storia

### Soggetto
Il dipinto raffigura il momento della Risurrezione, così come descritta nel Vangelo secondo Matteo 28, 2-5:

### Commissione e vicende successive
L'opera, dalle dimensioni monumentali, fu concepita per essere destinata alla devozione di un privato: infatti, l'incarico fu affidato al Boneri nel 1619 per la cappella privata di Piero Guicciardini, presente all'interno della chiesa di Santa Felicita di Firenze. Ultimato nel 1620, il dipinto fu rifiutato dall'ambasciatore e non raggiunse mai la città fiorentina (dove fu sostituito da una mediocre realizzazione di Antonio Tempesta). Successivamente fu acquisito dal cardinale Francesco Barberini per la sua collezione, essendo lui mecenate e sensibile sostenitore delle arti. La tela fu descritta come una "potente ed esteticamente piacevole opera d'arte".

## Descrizione
Il dipinto raffigura la risurrezione all'interno di una complessa composizione di corpi attorcigliati dietro a uno sfondo nero. Cristo è rappresentato fluttuante sulle altre figure, inginocchiato su di una nuvola, mentre mantiene uno stendardo nella mano sinistra; l'angelo che ha sollevato la pietra tombale è in piedi e di profilo, disegnato nell'atto di rivolgere vittoriosamente la testa e lo sguardo verso lo spettatore. I soldati a cui era stato affidato il compito di sorvegliare il sepolcro sono sparsi in maniera confusa.
Attraverso l'utilizzo alternato e marcato di forti luci e ombre profonde, Cecco è stato in grado di adoperare sapientemente il chiaroscuro per trasmettere l'intensità di questa scena drammatica. L'utilizzo di Cecco di colori forti e definiti, combinato alle morbide sfumature tenui, crea un equilibrio tra le variazioni di ombre e luci tipico del Barocco.